# Hans Hoogervorst

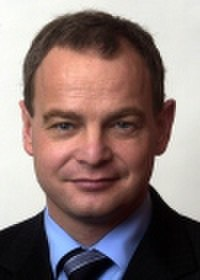
Hans Hoogervorst

Johannes Franciscus (Hans) Hoogervorst (* 19. April 1956 in Haarlem) ist ein niederländischer Politiker (VVD).

## Leben und Beruf
Bis 1974 besuchte Hans Hoogervorst das Atheneum in Haarlem. Anschließend studierte er Geschichte an der Universität von Amsterdam. Von 1981 bis 1983 machte Hoogervorst ein Studium der Internationalen Beziehungen an der Paul H. Nitze School of Advanced International Studies, ein akademisches Institut der Johns Hopkins University, in Washington, D.C. und Bologna.
Er ist verheiratet und hat einen Sohn.

## Partei
Hoogervorst war von 1978 bis 1982 Mitglied in der Partij van de Arbeid (PvdA). Im Jahre 1986 schloss er sich der Volkspartij voor Vrijheid en Democratie (VVD) an.

## Abgeordneter
Im Jahre 1994 wurde er erstmals Abgeordneter in der Zweiten Kammer der Generalstaaten. Mit seiner Berufung zum Staatssekretär schied Hoogervorst aus dem Parlament aus. Vom 23. Mai 2002 bis zum 22. Juli 2002 war er erneut Mitglied der Zweiten Kammer, ehe Hoogervorst ein Ministeramt bekleidete. Vom 29. Januar 2003 bis zum 30. November 2006 war er letztmals Abgeordneter in der Zweiten Kammer.

## Öffentliche Ämter
Hans Hoogervorst war von 1998 bis 2002 Staatssekretär im Ministerium für Soziales und Arbeit im Kabinett Kok II. Unter Ministerpräsident Jan Peter Balkenende wurde er 2002 Finanzminister. Nachdem sich das Kabinett Balkenende I bereits im Jahre 2003 aufgelöst hatte, wurde Hoogervorst im neuen Kabinett Balkenende II Minister für Gesundheit, Gemeinwohl und Sport. Das Amt bekleidete er auch im Übergangskabinett Balkenende III, ehe es sich 2007 durch die Parlamentswahlen 2006 auflöste.
Von September 2007 bis 2011 war Hoogervorst Vorsitzender der niederländischen Finanzaufsicht Autoriteit Financiële Markten (AFM).
Seit 2011 ist Hoogervorst Vorsitzender von der IASB (International Accounting Standards Board) in London.